# George Constantine
George Constantine, ameriški dirkač Formule 1, * 22. februar 1918, Southbridge, Massachusetts, ZDA, † 7. januar 1968, Southbridge, Massachusetts, ZDA.

## Življenjepis
V svoji karieri je nastopil le na domači dirki za Veliko nagrado ZDA v sezoni 1959, kjer je z dirkalnikom Cooper T45 privatnega odstopil v petem krogu zaradi pregrevanja dirkalnika. Umrl je leta 1968.

## Popolni rezultati Formule 1
(legenda) (odebeljene dirke pomenijo najboljši štartni položaj, poševne pa najhitrejši krog, †-uvrščen kljub odstopu)
| Leto | Moštvo      | Šasija     | Motor           | 1   | 2   | 3   | 4   | 5  | 6   | 7   | 8   | 9       | Prv | Toč |
| ---- | ----------- | ---------- | --------------- | --- | --- | --- | --- | -- | --- | --- | --- | ------- | --- | --- |
| 1959 | Mike Taylor | Cooper T45 | Coventry Climax | MON | 500 | NIZ | FRA | VB | NEM | POR | ITA | ZDA Ret | -   | 0   |